# Diaptomus reighardi
Diaptomus reighardi är en kräftdjursart som beskrevs av Marsh. Diaptomus reighardi ingår i släktet Diaptomus och familjen Diaptomidae. Inga underarter finns listade i Catalogue of Life.